# هتل پاندا

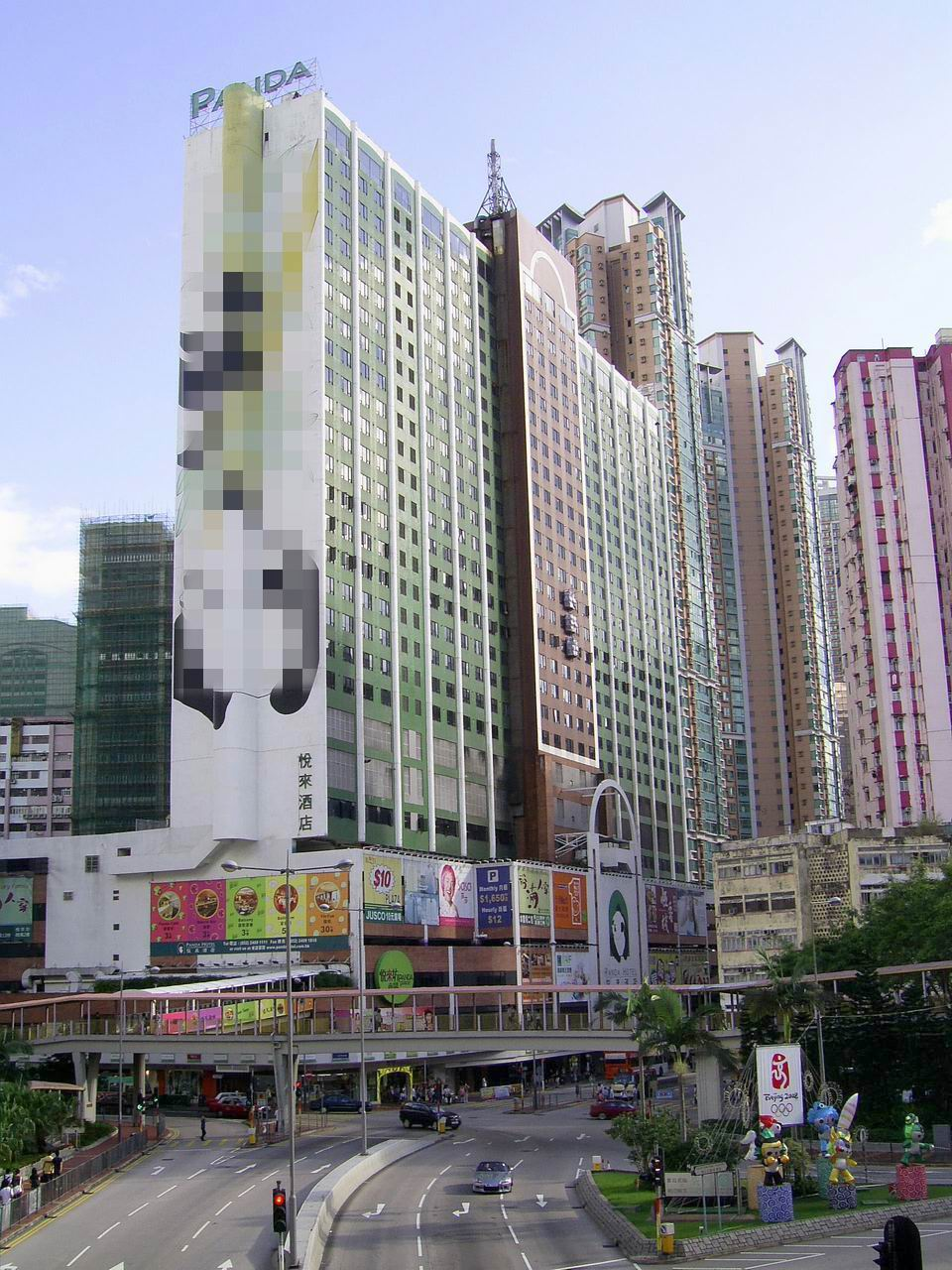
هتل پاندا

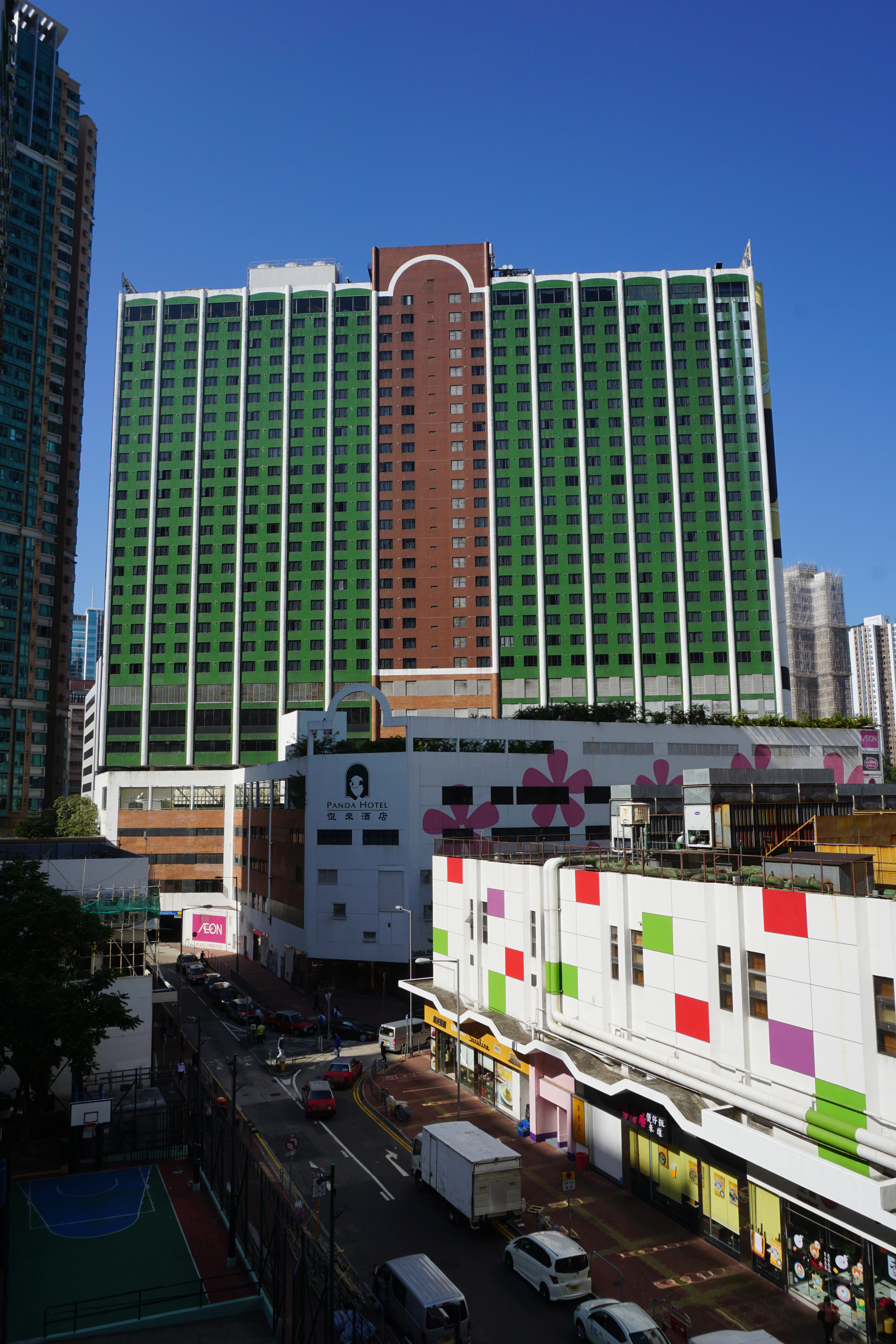
هتل پاندا

هتل پاندا (چینی: 悅來酒店)، سابقاً هتل پاندای Kowloon (چینی: 九龍悅來酒店)، هتلی در تسوئن وان، مناطق جدید، هنگ کنگ است که بین ایستگاه ام آر تی Tsuen Wan و ایستگاه Tai Wo Hau قرار دارد.
این هتل بزرگترین هتل در منطقه تسوئن وان است که در مجموع ۱۰۲۶ اتاق دارد. توسعه، مالکیت و مدیریت آن توسط هلدینگ Hopewell است.

## مرکز خرید پاندا
Panda Place (به چینی 悅來坊) یک مرکز خرید در داخل هتل پاندا است. ۲۰۰٬۰۰۰ فوت مربع (۱۹٬۰۰۰ متر مربع) را اشغال می‌کند، دو طبقه همکف و سه طبقه زیرزمین در زیر هتل. همچنین متعلق به هلدینگ Hopewell است.
Panda Place قبلاً فروشگاه ژاپنی یاوهان ' Tsuen Wan Branch بود. این سایت پس از سقوط یاوهان در طول بحران مالی آسیا در سال ۱۹۹۷ خالی شد. در سال ۲۰۰۵، Hopewell این محل را دوباره توسعه داد و نام آن را تغییر داد.